# Charakteryzacja (aktorstwo)

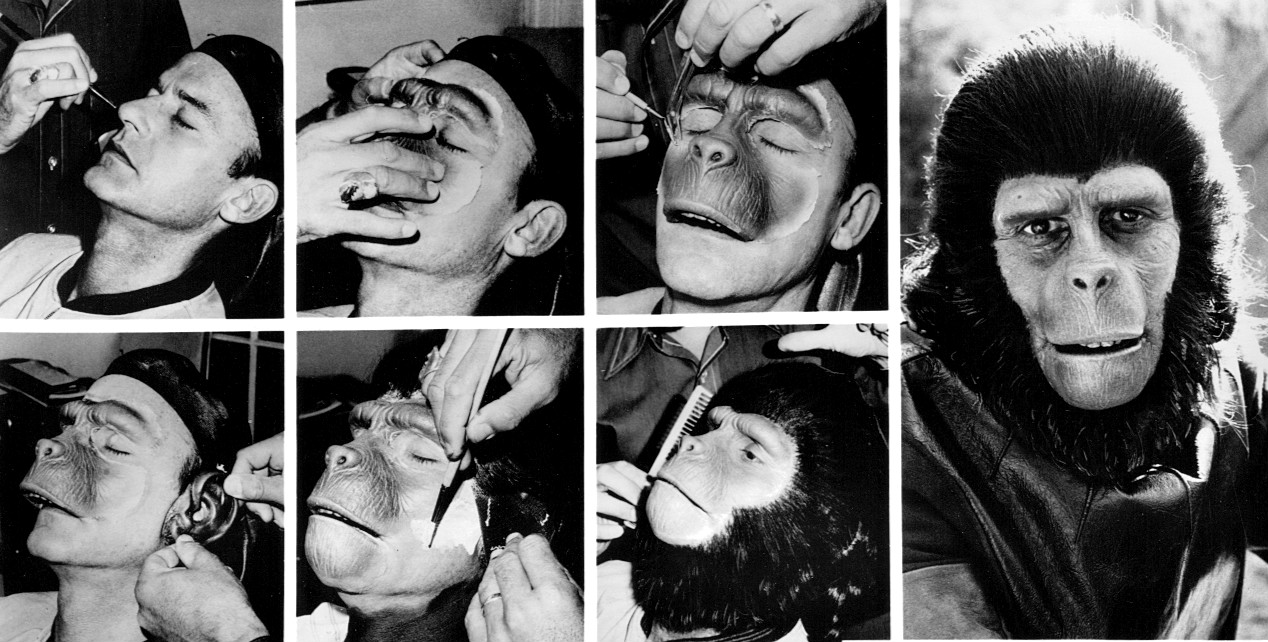
Etapy charakteryzowania aktora do odtwarzania postaci małpy w serialu Planeta Małp (1974)

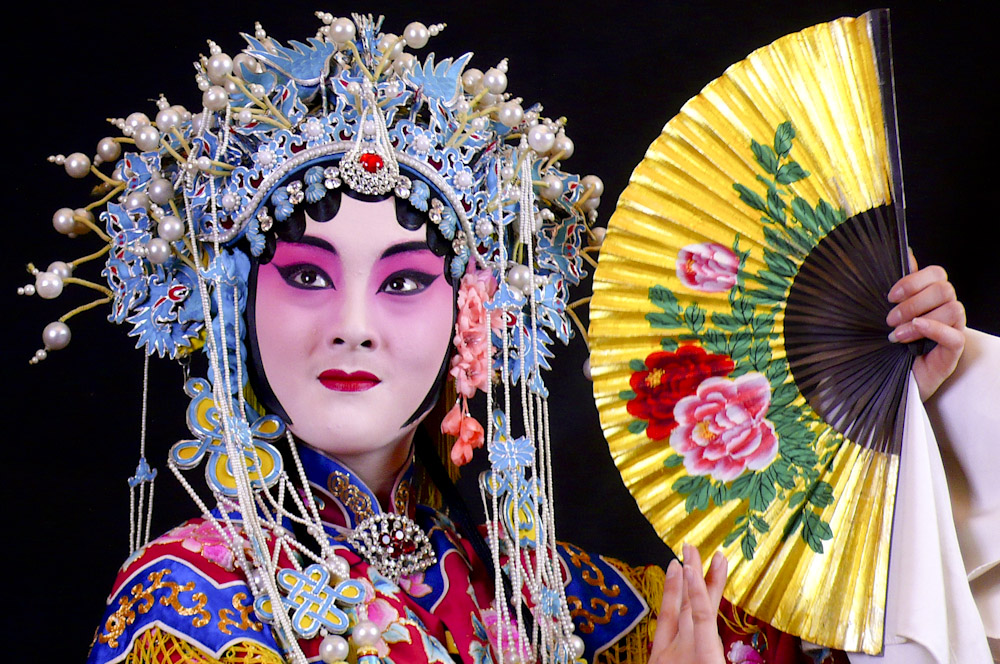
Charakteryzacja we współczesnym teatrze chińskim

Charakteryzacja (z gr. charaktērídzō – znaczę, odznaczam) – w teatralnej, filmowej i telewizyjnej sztuce aktorskiej uwydatnianie na twarzy i w wyglądzie całej sylwetki cech osobowości, wieku, stadium, kondycji, które na podstawie scenariusza powinna mieć odtwarzana przez aktora postać.
Aktor wykonuje charakteryzację samodzielnie lub wykonuje ją aktorowi charakteryzator. Środkami pomocniczymi stosowanymi do charakteryzowania są między innymi: szminki, peruki, sztuczny zarost, sztuczne brwi, sztuczne rzęsy, sztuczne nosy, sztuczne garby.
Charakteryzacja teatralna i filmowa różnią się znacznie między sobą. Film wymaga charakteryzacji bardziej szczegółowej i bardziej starannej ze względu na małą odległość aktora od kamery zdjęciowej i możliwość uchwycenia przez nią mankamentów.

## Rys historyczny
Źródłem charakteryzacji były maski używane w teatrze greckim oraz teatrach konwencjonalistycznych. Metodą pośrednią między maską a dzisiejszą charakteryzacją aktorską jest technika malowania maski na twarzy, stosowana jeszcze w teatrze chińskim.